# Ladislas Odonic
Ladislas Odonic (en polonais : Władysław Odonic), né vers 1190 et mort à Poznań le 5 juin 1239, est un duc de Grande-Pologne. Fils d’Odon de Poznań, père de Przemysl Ier et de Boleslas le Pieux, il appartient à la dynastie Piast.

## Biographie

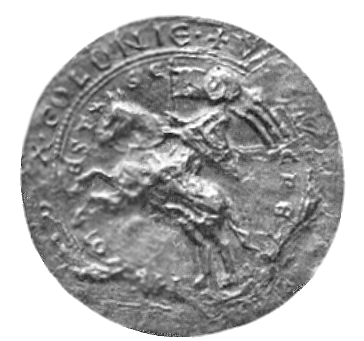
Sceau de Ladislas Odonic, daté de 1231.

En 1206, le jeune Ladislas Odonic n’accepte pas de voir une partie de ses terres quitter la Grande-Pologne et entre en conflit avec son oncle et tuteur Ladislas III. En effet, celui-ci a cédé la région de Kalisz (qui devait revenir à Ladislas Odonic) à la Silésie. Odonic rallie à sa cause une partie de la noblesse de Grande-Pologne ainsi que l’archevêque de Gniezno, Henri Kietlicz. La tentative de renverser Ladislas III est un échec malgré l’anathème lancé par Henri Kietlicz contre le duc de Grande-Pologne. 
Ladislas Odonic se réfugie à la cour d’Henri Ier de Silésie, dit le Barbu, qui lui offre le trône de Kalisz en 1208. En 1210, à Borzykowa, Ladislas Odonic, Lech le Blanc et Conrad Ier de Mazovie confirment les nombreux privilèges obtenus par l’Église à Łęczyca en 1180. Elle obtient le privilège d’immunité (elle pourra avoir ses propres tribunaux). 
En 1218, Ladislas Odonic est chassé par son oncle Ladislas III et se réfugie chez Świętopełk II de Poméranie. À partir de 1223, soutenu par Świętopełk II, il entame la conquête de la Grande-Pologne qu’il achève en 1229. Le 23 novembre 1227, à l’occasion d’une assemblée des ducs Piasts à Gąsawa, Lech le Blanc est tué dans un guet-apens monté par Świętopełk II de Poméranie et Ladislas Odonic. Henri Ier est gravement blessé. Au printemps 1231, Henri le Barbu lance une offensive contre la Grande-Pologne dans le but de renverser Ladislas Odonic et de remettre Ladislas III au pouvoir. Cette attaque se solde par un échec. 
Ladislas Odonic accorde d’importants privilèges à l’évêché et au chapitre de Poznań qui provoquent l’ire de la chevalerie de Grande-Pologne qui se révolte en 1233. Henri le Barbu profite de l’affaiblissement du pouvoir de Ladislas pour s’emparer d’une partie de la Grande-Pologne. Il terminera la conquête de la Grande-Pologne en 1239, à l’exception d’Ujście et de Nakło conquises par Henri II dit le Pieux.
Ladislas Odonic est inhumé dans la cathédrale de Poznań.

## Mariage et descendance
Entre 1218 et 1220, Ladislas épouse Jadwiga (morte le 29 décembre 1249), aux origines incertaines. Ils ont 6 enfants :
1. Jadwiga (née en 1218/20 - morte le 8 janvier après 1234), mariée vers 1233 au duc Casimir Ier de Cujavie ;
2. Przemysł (5 juin 1220/4 juin 1221 - 4 juin 1257) ;
3. Boleslas surnommé le Pieux (1224/27 - 14 avril 1279) ;
4. Salomé (en) (v. 1225 - avril 1267 ?) mariée en 1249 au duc Conrad II de Głogów ;
5. Ziemomysł (né 1228/32 - mort en 1235/36) ;
6. Euphémie (en) (v. 1230 - 15 février après 1281), mariée en 1251 au duc Ladislas d’Opole.